# The Cat and the Canary (film 1912)
The Cat and the Canary è un cortometraggio muto del 1912 scritto e diretto da George L. Cox.

## Produzione
Il film fu prodotto dalla Selig Polyscope Company.

## Distribuzione
Distribuito dalla General Film Company, il film - un cortometraggio di una bobina - uscì nelle sale cinematografiche statunitensi il 2 luglio 1912.